# Neotelmatoscopus horai
Neotelmatoscopus horai är en tvåvingeart som först beskrevs av Tonnoir 1933.  Neotelmatoscopus horai ingår i släktet Neotelmatoscopus och familjen fjärilsmyggor. Inga underarter finns listade i Catalogue of Life.